# Козлодуй (остров)
Вижте пояснителната страница за други значения на Козлодуй.
Остров Козлодуй (или Козлодуйски остров) е български дунавски остров, разположен от 689,5 до 701 km по течението на реката в Област Враца, община Козлодуй. Площта му е 6,1 km2, която му отрежда 2-ро място по големина сред българските дунавски острови, след остров Белене.

## Географска характеристика
Островът се намира северно от град Козлодуй. Има удължена форма, с по-широка западна и тясна източна част с дължина 11,7 km и ширина от 0,5 до 1,2 km. От българския бряг го отделя канал с минимална ширина от 220 m, през който функционира малък ферибот за селскостопански машини.
Най-голямата надморска височина на острова е 28,4 m и се издига на 3 – 4 m над нивото на река Дунав. Изграден е от чакълесто-песъчливи речни наноси с дебелина 15 – 20 m и е обрасъл с топола. При високи дунавски води ниските му части се заливат. Залесен е с канадска топола и има блато с площ 15 ha. На острова има пасища и обработваеми земи и гнездят диви гъски, патици и др. Северозападно от него се намира по-малкият български остров Сврака, а северно – румънският остров Копаница.

## Топографска карта
- Лист от карта K-34-12. Мащаб: 1 : 100 000.